# 群馬県道372号つつじが岡線

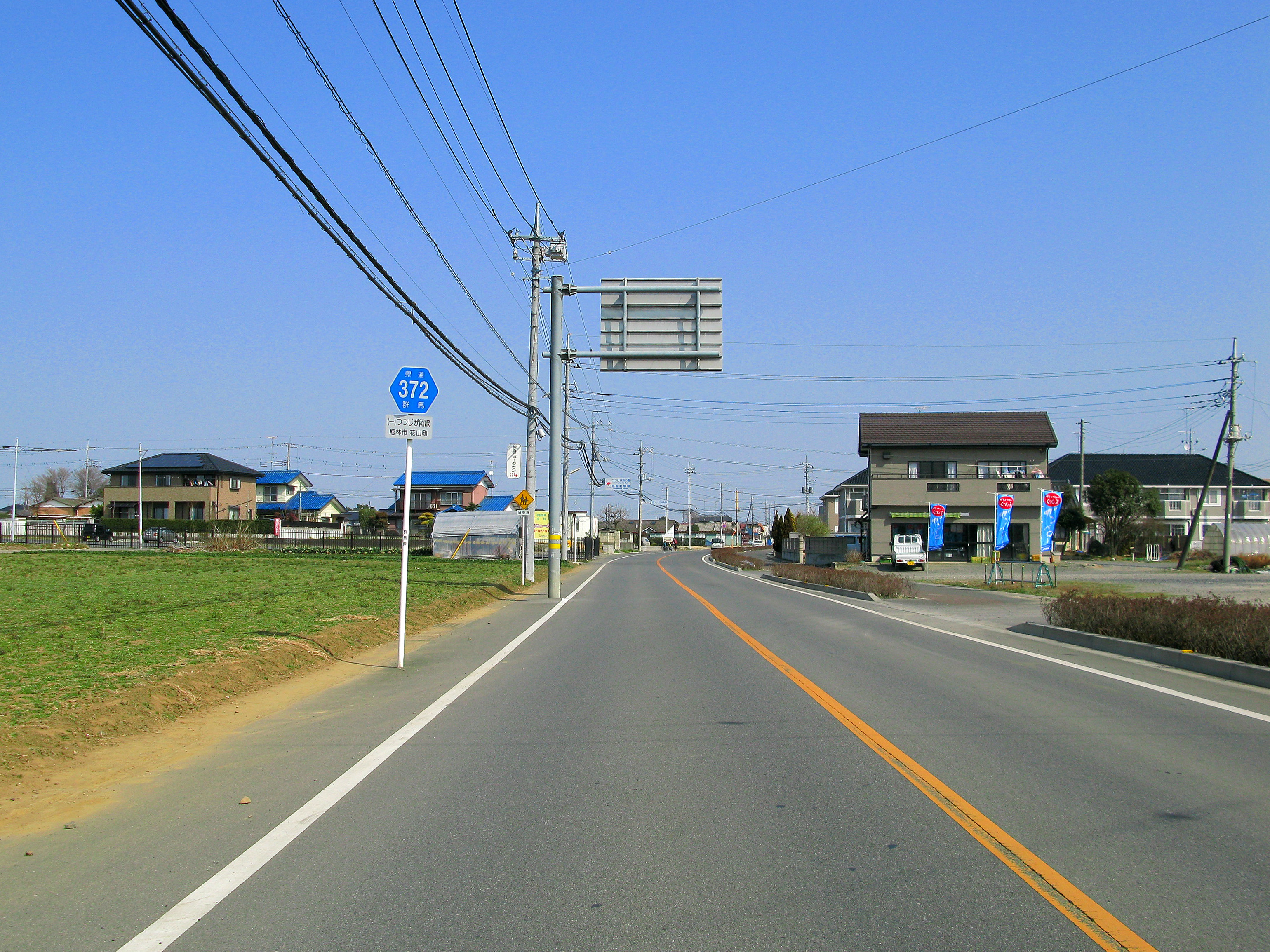
館林市花山町付近（2011年2月）

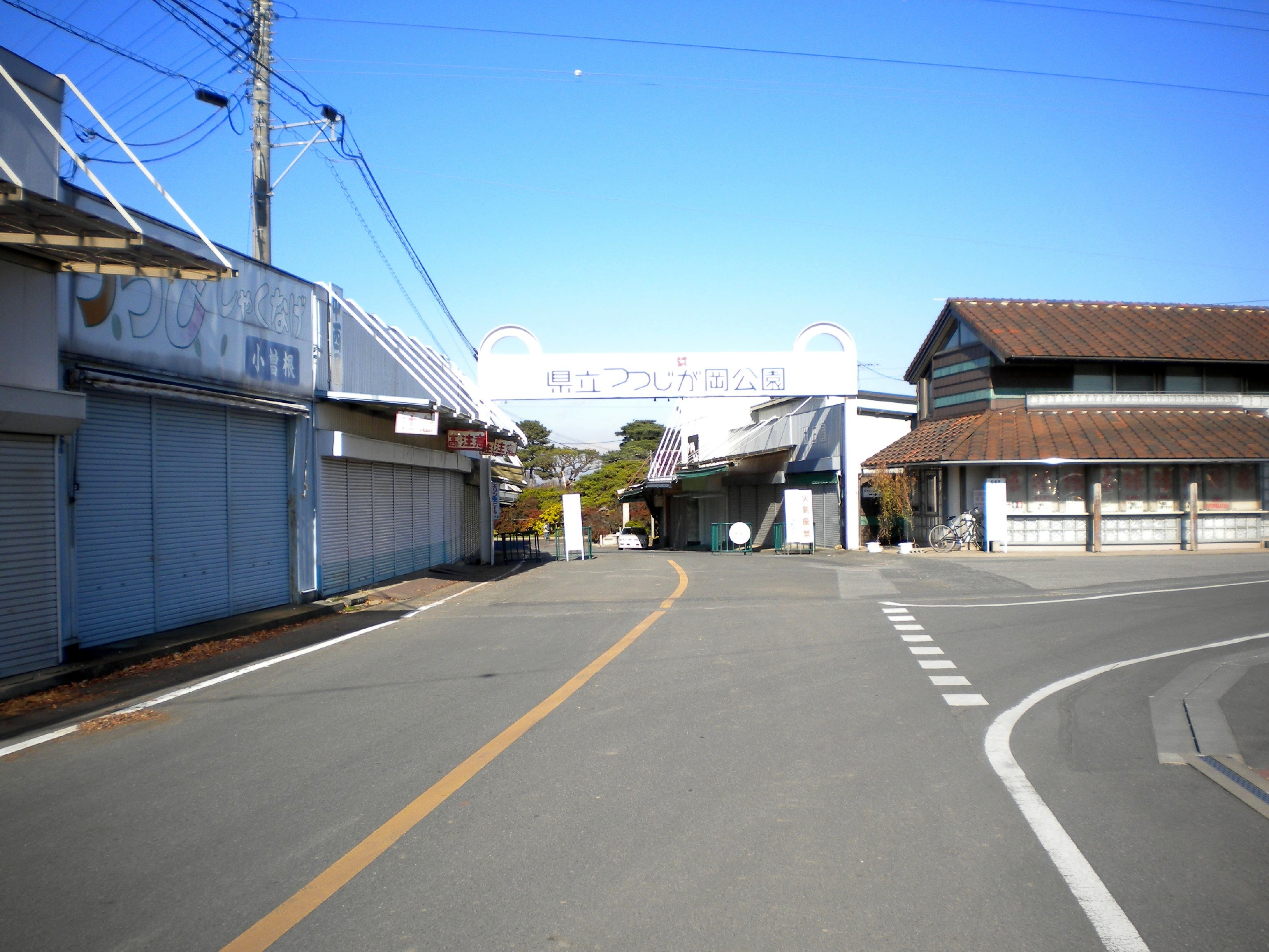
つつじが岡公園入口（2011年12月）

群馬県道372号つつじが岡線（ぐんまけんどう372ごう つつじがおかせん）は群馬県館林市を通過する一般県道である。

## 概要
群馬県館林市の城沼沿いにあるつつじが岡公園と国道354号を連絡するアクセス道路。つつじが岡公園の「つつじまつり」開催期間中は、これら周辺道路も含め非常に混雑する。

### 路線データ
- 起点：群馬県館林市花山町3258番（つつじが岡公園正門）
- 終点：群馬県館林市羽附町（国道354号交点〈つつじが岡入口交差点〉）
- 総延長：1.2 km[1]
- 実延長：1.2 km[1]
- Google マップ

## 歴史
1876年（明治9年）5月の皇后・皇太后行啓を前に整備された道路で、「行啓道」と言われた。旧来の曲がりくねった道を直線的に改めたもので、これが現在のつつじが岡線の基となっている。

### 年表
- 1959年（昭和34年）9月18日：群馬県より現・道路法に基づき、県道つゝじが丘線（館林市大字羽附 - 県道前橋古河線[注釈 1]交点〈館林市大字羽附〉、整理番号120）が路線認定される[3]。
  - 同日：館林市羽附3258番[注釈 2]から館林市羽附1724番[注釈 3]までが供用開始とされる[4]。
  - 同日：前身路線にあたる県道館林花山線（館林市 - 同市、整理番号230）が路線廃止される[5]。
- 1975年（昭和50年）4月1日：従前の群馬県道の路線の整理番号が廃止され、改めて整理番号が決定される。つつじが丘線の整理番号は204[6]。

## 交通量
| 年度 | 合計（台） |
| ---- | ---------- |
| 1999 | 8,560      |
| 2005 | 7,386      |
| 2010 | 7,946      |
| 2015 | 7,621      |
| 2021 | 7,309      |

全国道路・街路交通情勢調査（道路交通センサス）による交通量は表の通り。交通量観測地点は館林市花山町2487番2（2010年度以降）、館林市花山町2480番（2005年度）。

## 地理

### 通過する自治体
- 群馬県
  - 館林市

### 交差する道路
交差する道路の特記がないものは市道。
| 交差する道路                | 交差点名 | 交差点名       |
| --------------------------- | -------- | -------------- |
| つつじが岡公園              |          |                |
| 群馬県道365号板倉籾谷館林線 | 館林市   | 花山町         |
| 旧県道前橋古河線            | 館林市   | 花山入口       |
| 国道354号                   | 館林市   | つつじが岡入口 |

### 沿線
- つつじが岡公園